# Thelymitra longifolia
Thelymitra longifolia är en orkidéart som beskrevs av Johann Reinhold Forster och Johann Georg Adam Forster. Thelymitra longifolia ingår i släktet Thelymitra och familjen orkidéer. Inga underarter finns listade i Catalogue of Life.